# Choi Im-jeong
Pour les articles homonymes, voir Choi.
Dans ce nom coréen, le nom de famille, Choi, précède le nom personnel.
Choi Im-jeong, née le 14 février 1981 à Pusan, est une handballeuse internationale sud-coréenne qui occupe le poste d'arrière droite. 
Avec l'équipe de Corée du Sud, elle participe à trois reprises aux Jeux olympiques, remportant une médaille d'argent en 2004 et de bronze en 2008.
Lors de la saison 2009-2010, elle évolue dans le club danois de SK Århus Handbold.

## Palmarès
Jeux olympiques
- médaille d'argent aux Jeux olympiques de 2004 à Athènes,  Grèce
- médaille de bronze aux Jeux olympiques de 2008 à Pékin,  Chine
- 4e place aux Jeux olympiques de 2012 à Londres,  Royaume-Uni

Jeux asiatiques
- médaille d'or aux Jeux olympiques de 2002 à Pusan
- médaille d'or aux Jeux olympiques de 2006 à Doha

Championnats du monde
- médaille de bronze au Championnat du monde 2003
- 8e place au Championnat du monde 2005
- 11e place au Championnat du monde 2011

Championnat d'Asie